# Exposition internationale du Golden Gate
L'exposition internationale du Golden Gate (en anglais : Golden Gate International Exposition) est une Exposition internationale qui a eu lieu en 1939 et en 1940 à San Francisco en Californie. Elle avait pour but de célébrer l'ouverture récente des deux principaux ponts enjambant la baie de San Francisco : le Bay Bridge et le Pont du Golden Gate.
L'exposition a eu lieu du 18 février 1939 au 29 octobre 1939, puis a rouvert du 25 mai 1940 au  29 septembre 1940. Elle s'est tenue sur Treasure Island, une île artificielle rattachée à Yerba Buena Island, où se rejoignent les sections du Bay Bridge respectivement connectées à Oakland et San Francisco. Construite par le gouvernement fédéral, Treasure Island aurait dû devenir un aéroport pour le service Pacifique des hydravions de Pan American Airlines, mais avec la Seconde Guerre mondiale l'île a été transformée en base navale, que l'US Navy a occupé de 1941 à 1997.